# 27e cérémonie des Satellite Awards
La 27e cérémonie des Satellite Awards, décernés par l'International Press Academy, a lieu le 3 mars 2023 et récompense les films sortis et les séries télévisées diffusées en 2022.
Les nominations sont annoncées le 8 décembre 2022,,,.

## Palmarès

### Cinéma

#### Meilleur film dramatique
- Top Gun: Maverick
  - Avatar : La Voie de l'eau (Avatar: The Way of Water)
  - Black Panther: Wakanda Forever
  - The Fabelmans
  - Vivre (Living)
  - Tár
  - Emmett Till (Till)
  - Women Talking

#### Meilleur film musical ou comédie
- Everything Everywhere All at Once
  - Les Banshees d'Inisherin
  - Elvis
  - Glass Onion : Une histoire à couteaux tirés
  - Sans filtre (Triangle of Sadness)
  - RRR

#### Meilleur film d'animation ou multimédia
- Marcel the Shell with Shoes On
  - Les Bad Guys
  - Pinocchio
  - Inu-Oh
  - Alerte rouge

#### Meilleure réalisation
- James Cameron pour Avatar : La Voie de l'eau
  - Joseph Kosinski pour Top Gun: Maverick
  - Baz Luhrmann pour Elvis
  - Martin McDonagh pour Les Banshees d'Inisherin
  - Sarah Polley pour Women Talking
  - Steven Spielberg pour The Fabelmans

#### Meilleur acteur dans un film dramatique
- Brendan Fraser pour The Whale
  - Tom Cruise pour Top Gun: Maverick
  - Hugh Jackman pour The Son (Le Fils)
  - Gabriel LaBelle pour The Fabelmans
  - Bill Nighy pour Vivre (Living)
  - Mark Wahlberg pour Père Stu : un héros pas comme les autres (Father Stu)

#### Meilleure actrice dans un film dramatique
- Danielle Deadwyler pour Emmett Till (Till)
  - Cate Blanchett pour Tár
  - Jessica Chastain pour Meurtres sans ordonnance (The Good Nurse)
  - Viola Davis pour The Woman King
  - Vicky Krieps pour Corsage
  - Michelle Williams pour The Fabelmans

#### Meilleur acteur dans un film musical ou une comédie
- Austin Butler pour Elvis
  - Diego Calva pour Babylon
  - Daniel Craig pour Glass Onion : Une histoire à couteaux tirés
  - Colin Farrell pour Les Banshees d'Inisherin
  - Ralph Fiennes pour Le Menu (The Menu)
  - Adam Sandler pour Le Haut du panier (Hustle)

#### Meilleure actrice dans un film musical ou une comédie
- Michelle Yeoh pour Everything Everywhere All at Once
  - Janelle Monáe pour Glass Onion : Une histoire à couteaux tirés
  - Margot Robbie pour Babylon
  - Emma Thompson pour Mes rendez-vous avec Leo (Good Luck to You, Leo Grande)

#### Meilleur acteur dans un second rôle
- Ke Huy Quan pour Everything Everywhere All at Once
  - Paul Dano pour The Fabelmans
  - Brendan Gleeson pour Les Banshees d'Inisherin
  - Eddie Redmayne pour Meurtres sans ordonnance (The Good Nurse)
  - Jeremy Strong pour Armageddon Time
  - Ben Whishaw pour Women Talking

#### Meilleure actrice dans un second rôle
- Claire Foy pour Women Talking
  - Angela Bassett pour Black Panther: Wakanda Forever
  - Kerry Condon pour Les Banshees d'Inisherin
  - Jamie Lee Curtis pour Everything Everywhere All at Once
  - Dolly de Leon pour Sans filtre (Triangle of Sadness)
  - Jean Smart pour Babylon

#### Meilleur scénario original
- Les Banshees d'Inisherin – Martin McDonagh
  - Close – Lukas Dhont et Angelo Tijssens
  - Everything Everywhere All at Once – Daniel Kwan et Daniel Scheinert
  - The Fabelmans – Steven Spielberg et Tony Kushner
  - Tár – Todd Field
  - Sans filtre (Triangle of Sadness) – Ruben Östlund

#### Meilleur scénario adapté
- Women Talking – Sarah Polley
  - Glass Onion : Une histoire à couteaux tirés – Rian Johnson
  - Vivre (Living) – Kazuo Ishiguro
  - She Said – Rebecca Lenkiewicz
  - Top Gun: Maverick – Peter Craig, Ehren Kruger, Justin Marks, Christopher McQuarrie, Eric Warren Singer
  - The Whale – Samuel D. Hunter

#### Meilleure photographie
- Top Gun: Maverick – Claudio Miranda
  - Avatar: The Way of Water – Russell Carpenter
  - Babylon – Linus Sandgren
  - Les Banshees d'Inisherin – Ben Davis
  - Elvis – Mandy Walker
  - Empire of Light – Roger Deakins

#### Meilleur montage
- Everything Everywhere All at Once – Paul Rogers
  - Elvis – Jonathan Redmond et Matt Villa
  - The Fabelmans – Sarah Broshar et Michael Kahn
  - Tár – Monika Willi
  - Top Gun: Maverick – Eddie Hamilton
  - The Woman King – Terilyn A. Shropshire

#### Meilleure direction artistique
- Babylon – Florencia Martin et Anthony Carlino
  - Avatar: The Way of Water – Dylan Cole et Ben Procter
  - Elvis – Catherine Martin et Karen Murphy
  - The Fabelmans – Rick Carter
  - A Love Song – Juliana Barreto Barreto
  - RRR – Sabu Cyril

#### Meilleurs costumes
- Babylon – Mary Zophres
  - Black Panther: Wakanda Forever – Ruth E. Carter
  - Elvis – Catherine Martin
  - Empire of Light – Alexandra Byrne
  - Vivre – Sandy Powell
  - The Woman King – Gersha Phillips

#### Meilleur son
- Top Gun: Maverick – Al Nelson, James Mather, Mark Weingarten, Bjorn Schroeder
  - Avatar: The Way of Water – Christopher Boyes, Gwendolyn Yates Whittle, Dick Bernstein, Gary Summers, Michael Hedges, Julian Howarth
  - Babylon – Steven A. Morrow, Ai-Ling Lee, Mildred Iatrou Morgan, Andy Nelson
  - Elvis – David Lee, Wayne Pashley, Andy Nelson, Michael Keller
  - RRR – Raghunath Kemisetty, Boloy Kumar Doloi, Rahul Karpe
  - The Woman King – Becky Sullivan, Kevin O'Connell, Tony Lamberti, Derek Mansvelt

#### Meilleurs effets visuels
- Avatar: The Way of Water – Joe Letteri, Eric Saindon, Richard Baneham, Daniel Barrett
  - Babylon – Jay Cooper, Elia Popov, Kevin Martel, Ebrahim Jahromi
  - The Batman – Dan Lemmon, Russell Earl, Anders Langlands, Dominic Tuohy
  - Good Night Oppy – Abishek Nair, Marko Chulev, Ivan Busquets, Steven Nichols
  - RRR – V. Srinivas Mohan
  - Top Gun: Maverick – Ryan Tudhope, Scott R. Fisher, Seth Hill, Bryan Litson

#### Meilleure chanson originale
- Hold My Hand de Top Gun: Maverick - Lady Gaga, BloodPop et Benjamin Rice
  - Applause de Tell It Like a Woman – Diane Warren
  - Carolina de Là où chantent les écrevisses (Where the Crawdads Sing) - Taylor Swift
  - Lift Me Up de Black Panther: Wakanda Forever - Tems, Rihanna, Ryan Coogler et Ludwig Göransson
  - Naatu Naatu de RRR - M. M. Keeravani, Kaala Bhairava et Rahul Sipligunj
  - Vegas de Elvis – Doja Cat

#### Meilleure musique de film
- Babylon – Justin Hurwitz
  - Les Banshees d'Inisherin – Carter Burwell
  - The Fabelmans – John Williams
  - Top Gun: Maverick – Lorne Balfe, Harold Faltermeyer, Lady Gaga, Hans Zimmer
  - The Woman King – Terence Blanchard
  - Women Talking – Hildur Guðnadóttir

#### Meilleur film en langue étrangère
- Argentina, 1985 -  Argentine (en espagnol)
  - Bardo -  Mexique (en espagnol)
  - Close -  Belgique (en français)
  - Corsage -  Autriche (en allemand)
  - Decision to Leave -  Corée du Sud (en coréen)
  - Holy Spider (Les Nuits de Mashhad) -  Danemark (en persan)
  - The Quiet Girl -  Irlande (en gaélique)
  - War Sailor -  Norvège (en norvégien)

#### Meilleur film documentaire
- Fire of Love
  - All That Breathes
  - All the Beauty and the Bloodshed (Toute la beauté et le sang versé)
  - Descendant
  - Good Night Oppy
  - Moonage Daydream
  - The Return of Tanya Tucker: Featuring Brandi Carlile
  - The Territory
  - Young Plato

### Télévision

#### Meilleure série télévisée dramatique
- Billions
  - 1883
  - The Bear
  - Better Call Saul
  - Gentleman Jack
  - Heartstopper
  - Julia
  - Yellowjackets

#### Meilleure série télévisée musicale ou comique
- Barry
  - Atlanta
  - Hacks
  - Minx
  - Only Murders in the Building
  - Pivoting

#### Meilleure série télévisée de genre
- The Boys
  - From
  - The Man Who Fell to Earth
  - Outlander
  - Severance
  - Stranger Things

#### Meilleure mini-série
- Sur ordre de Dieu
  - Monstre
  - Harry Palmer : The Ipcress File
  - The Old Man
  - Pachinko
  - The Staircase
  - This Is Going to Hurt
  - We Own This City

#### Meilleur téléfilm
- Weird: The Al Yankovic Story
  - Fresh
  - La Ruse
  - Une amie au poil
  - Le Survivant

#### Meilleur acteur dans une série télévisée dramatique ou une série de genre
- Bob Odenkirk pour Better Call Saul
  - Shaun Evans pour Les Enquêtes de Morse
  - John C. Reilly pour Winning Time: The Rise of the Lakers Dynasty
  - Adam Scott pour Severance
  - J. K. Simmons pour Vers les étoiles
  - Jeremy Allen White pour The Bear

#### Meilleure actrice dans une série télévisée dramatique ou une série de genre
- Elisabeth Moss pour The Handmaid's Tale : La Servante écarlate
  - Carrie Coon pour The Gilded Age
  - Laura Linney pour Ozark
  - Rhea Seehorn pour Better Call Saul
  - Sissy Spacek pour Vers les étoiles
  - Zendaya pour Euphoria

#### Meilleur acteur dans une série télévisée musicale ou comique
- Bill Hader pour Barry
  - Donald Glover pour Atlanta
  - Danny McBride pour The Righteous Gemstones
  - Craig Robinson pour Killing It
  - Martin Short pour Only Murders in the Building
  - Alan Tudyk pour Resident Alien

#### Meilleure actrice dans une série télévisée musicale ou comique
- Selena Gomez pour Only Murders in the Building
  - Quinta Brunson pour Abbott Elementary
  - Kaley Cuoco pour The Flight Attendant
  - Ophelia Lovibond pour Minx
  - Edi Patterson (en) pour The Righteous Gemstones
  - Jean Smart pour Hacks

#### Meilleur acteur dans une mini-série ou un téléfilm
- Evan Peters pour Monstre
  - Jon Bernthal pour We Own This City
  - Jeff Bridges pour The Old Man
  - Andrew Garfield pour Sur ordre de Dieu
  - Jared Leto pour WeCrashed
  - Sean Penn pour Gaslit

#### Meilleure actrice dans une mini-série ou un téléfilm
- Lily James pour Pam and Tommy
  - Jessica Biel pour Candy
  - Toni Collette pour The Staircase
  - Elle Fanning pour The Girl from Plainville
  - Julia Roberts pour Gaslit
  - Renée Zellweger pour The Thing About Pam

#### Meilleur acteur dans un second rôle dans une série, téléfilm ou mini-série
- John Lithgow pour The Old Man
  - Giancarlo Esposito pour Better Call Saul
  - Walton Goggins pour The Righteous Gemstones
  - Richard Jenkins pour Monstre
  - Shea Whigham pour Gaslit
  - Sam Worthington pour Sur ordre de Dieu

#### Meilleure actrice dans un second rôle dans une série, téléfilm ou mini-série
- Juno Temple pour The Offer
  - Sally Field pour Winning Time: The Rise of the Lakers Dynasty
  - Cassidy Freeman pour The Righteous Gemstones
  - Melanie Lynskey pour Candy
  - Cynthia Nixon pour The Gilded Age
  - Evan Rachel Wood pour Weird: The Al Yankovic Story

## Nominations multiples

### Cinéma
- 10 : Top Gun : Maverick
- 9 : Babylon, Elvis, The Fabelmans
- 8 : Les Banshees d'Inisherin
- 6 : Women Talking, Everything Everywhere All at Once, Avatar : La Voie de l'eau
- 5 : The Woman King, RRR
- 4 : Black Panther : Wakanda Forever, Glass Onion : Une histoire à couteaux tirés, Vivre, Tár
- 3 : Sans Filtre
- 2 : Close, Corsage, Empire of Light, Bonne Nuit Oppy, Meurtres sans ordonnance, Emmett Till, The Whale